# Karbachtal
Das Gebiet Karbachtal ist ein mit Verordnung vom 9. April 1990 des Landratsamts Ravensburg ausgewiesenes Landschaftsschutzgebiet (LSG-Nummer 4.36.065) im Gebiet der Gemeinde Amtzell und der Stadt Wangen im Allgäu im baden-württembergischen Landkreis Ravensburg in Deutschland.

## Lage und Beschreibung

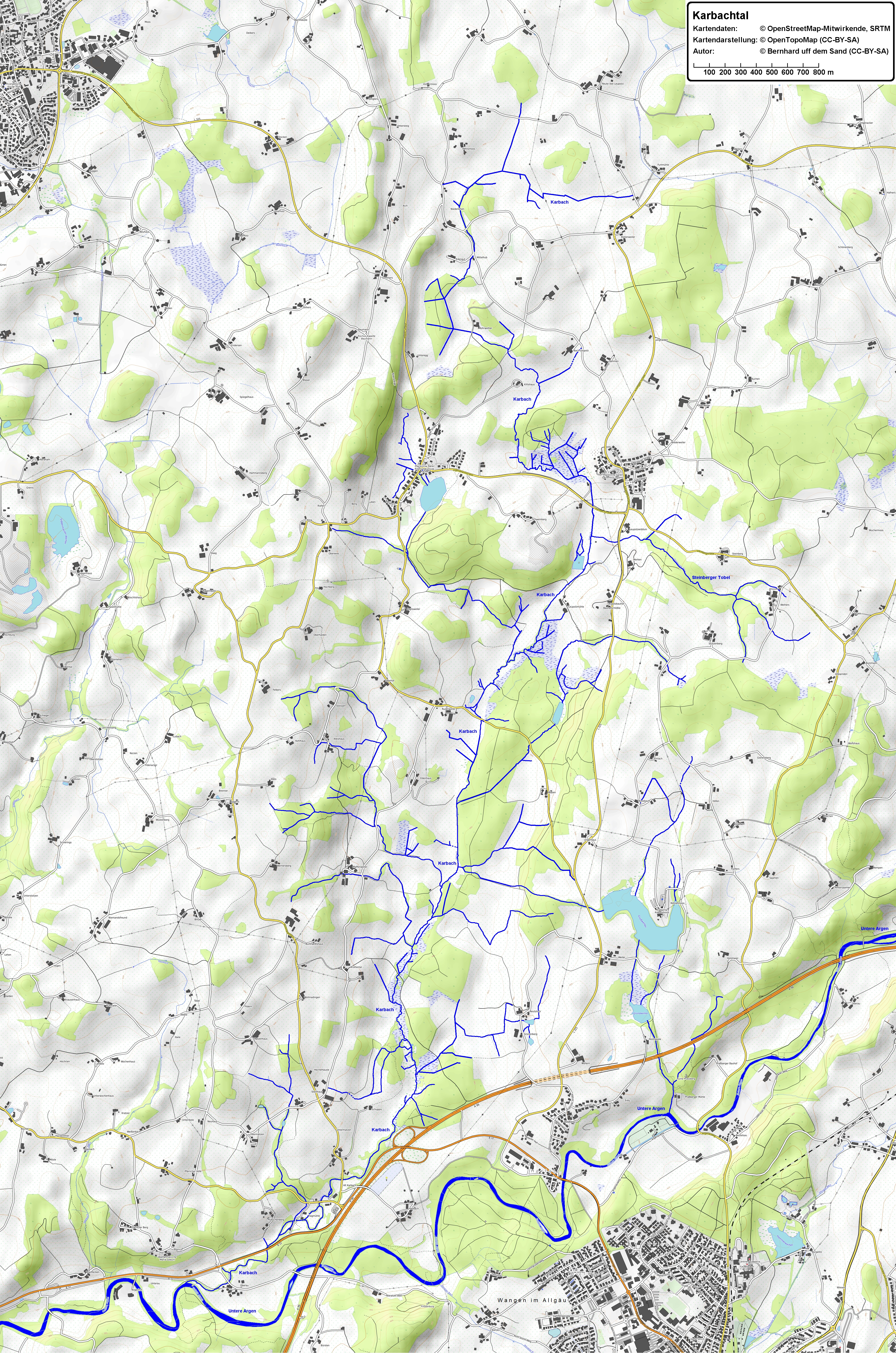
Topografische Karte des Karbachtales

Das etwa 1.342 Hektar große Landschaftsschutzgebiet Karbachtal gehört naturräumlich zum Westallgäuer Hügelland. Es liegt rund 5,6 Kilometer nordöstlich der Amtzeller und 5,7 Kilometer nordwestlich der Wangener Ortsmitte und umfasst Bereiche der Gemarkungen Karsee und Leupolz (beide zu Wangen) und Amtzell (zu Amtzell).

## Schutzzweck
Wesentlicher Schutzzweck ist die Erhaltung
- von Vielfalt, Eigenart und Schönheit der Natur, wie sie sich in der durch artenreichen Streu-, Nass- und Auewiesen mit teilweise reichen Märzenbecherbeständen geprägten Talaue, in Quellmooren mit vielfältiger, voralpiner Pflanzenwelt, im Karsee und seiner Verlandungszone sowie dem im Verlauf und Bewuchs sehr naturnahen Karbach ausprägt,
- des durch tief eingeschnittene Tobel sowie eine Vielzahl von Feldgehölzen, Hecken und Waldpartien gekennzeichneten kleinräumigen Landschaftsbildes,
- der geologischen Besonderheiten des Reliefs als Zeugen der Entwicklungsgeschichte sowie
- des besonderen Erholungswertes von Landschaft und Natur für die Allgemeinheit.